# حوض سرخ (تربت حیدریه)
حوض سرخ (تربت حیدریه)، روستایی از توابع بخش مرکزی شهرستان تربت حیدریه در استان خراسان رضوی ایران است. 
حوض سرخ روستایی با مردمان با صفا و مهمان نواز

## جمعیت
این روستا در دهستان پایین ولایت قرار دارد و براساس سرشماری مرکز آمار ایران در سال ۱۳۸۵، جمعیت آن ۵۸۱ نفر (۱۵۴خانوار) بوده‌است.